# Avenue du Docteur-Arnold-Netter
L'avenue du Docteur-Arnold-Netter est une voie du 12e arrondissement de Paris. 

## Situation et accès
Elle est dans le prolongement de l'avenue du Général-Michel-Bizot, et se poursuit, après la traversée du cours de Vincennes, par la rue des Pyrénées.
L'avenue est accessible par la ligne 1 à la station Porte de Vincennes et accessoirement la ligne 6 à la station Bel-Air.

## Origine du nom

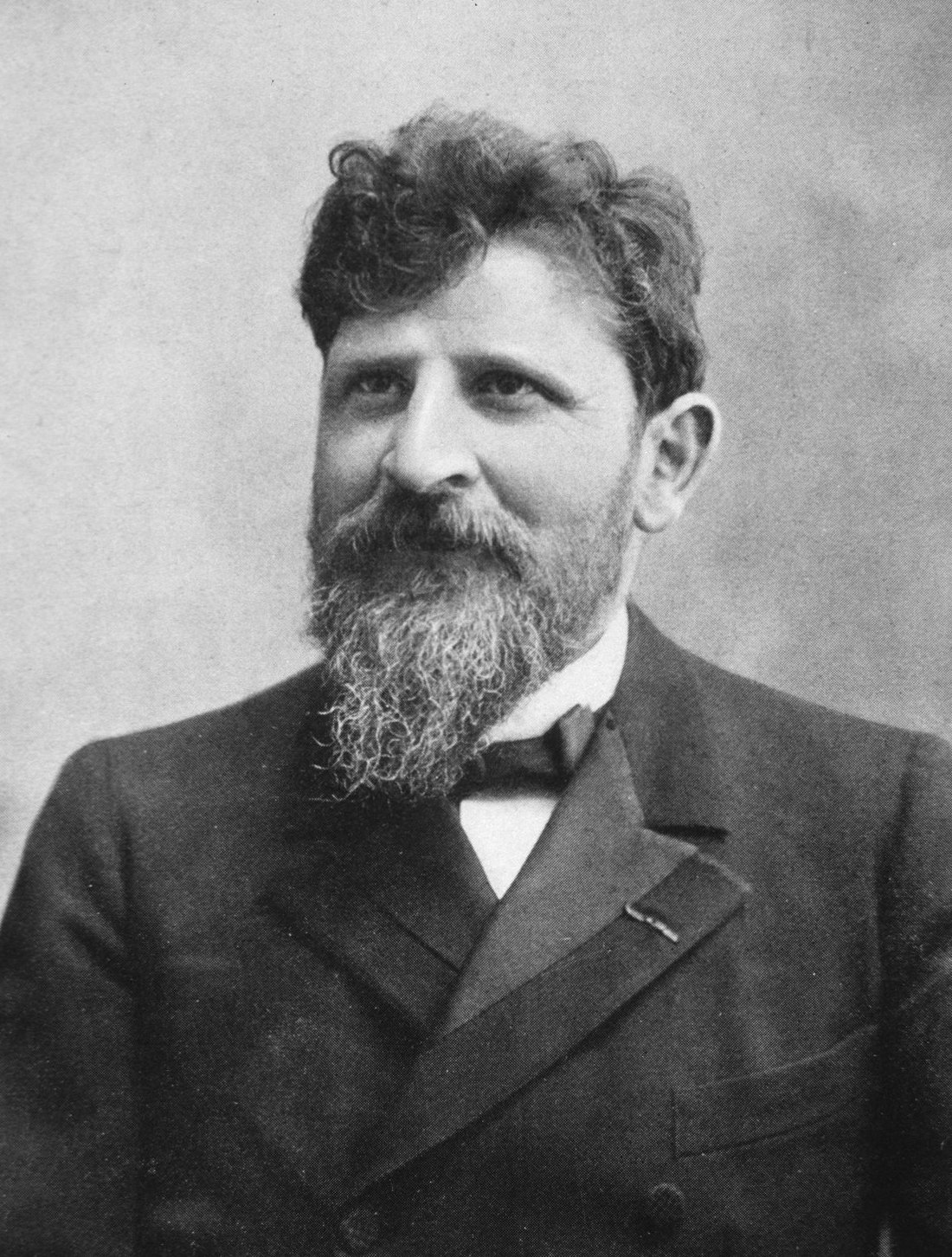
Arnold Netter.

Cette voie rend hommage au docteur Arnold Netter (1855-1936).

## Historique
C’est par l'arrêté du 20 août 1962 que l'on a donné le nom d’« avenue du Docteur-Arnold-Netter » à une partie de l’avenue du Général-Michel-Bizot en raison de la proximité de l’hôpital Armand-Trousseau. 

## Bâtiments remarquables et lieux de mémoire
- L'hôpital Armand-Trousseau a son entrée au no 26 de l'avenue.
- Au no 48, le collège Georges-Courteline.
- Accès à la Promenade plantée au début de l'avenue, à la jonction avec la rue du Sahel.
- No 32 : ici se trouvait des années 2000 au début des années 2010 une plaque commémorative fantaisiste : « Louise LAVIERGE, Mère de famille, EST NEE DANS CET IMMEUBLE / EN 1952 ».
- La percée, entre les immeubles des nos 87 et 89, est un vestige de l'Ancien Chemin de la Voûte du Cours[2].

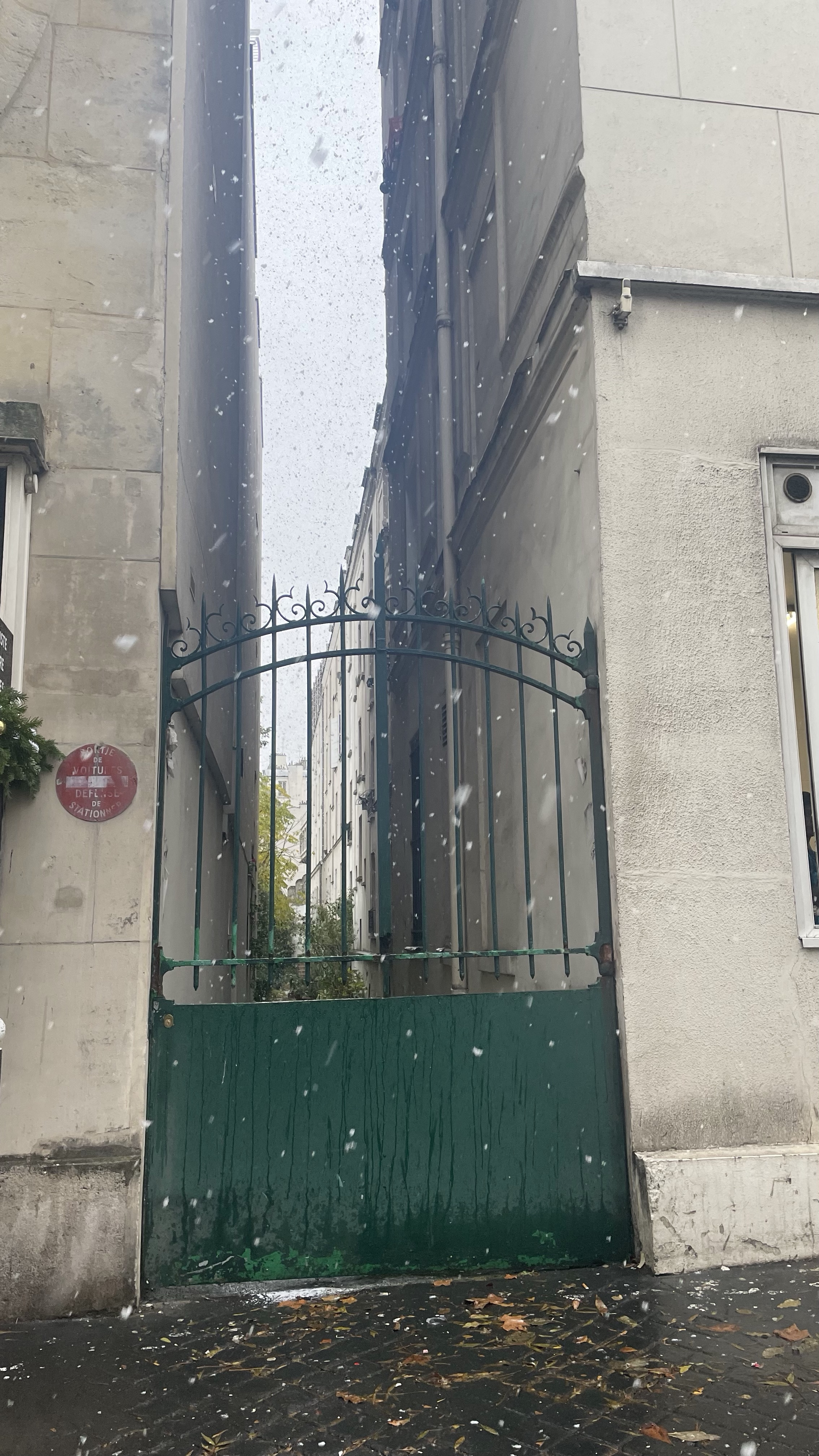
Empreinte de l'Ancien Chemin de la Voûte du Cours, no 87.
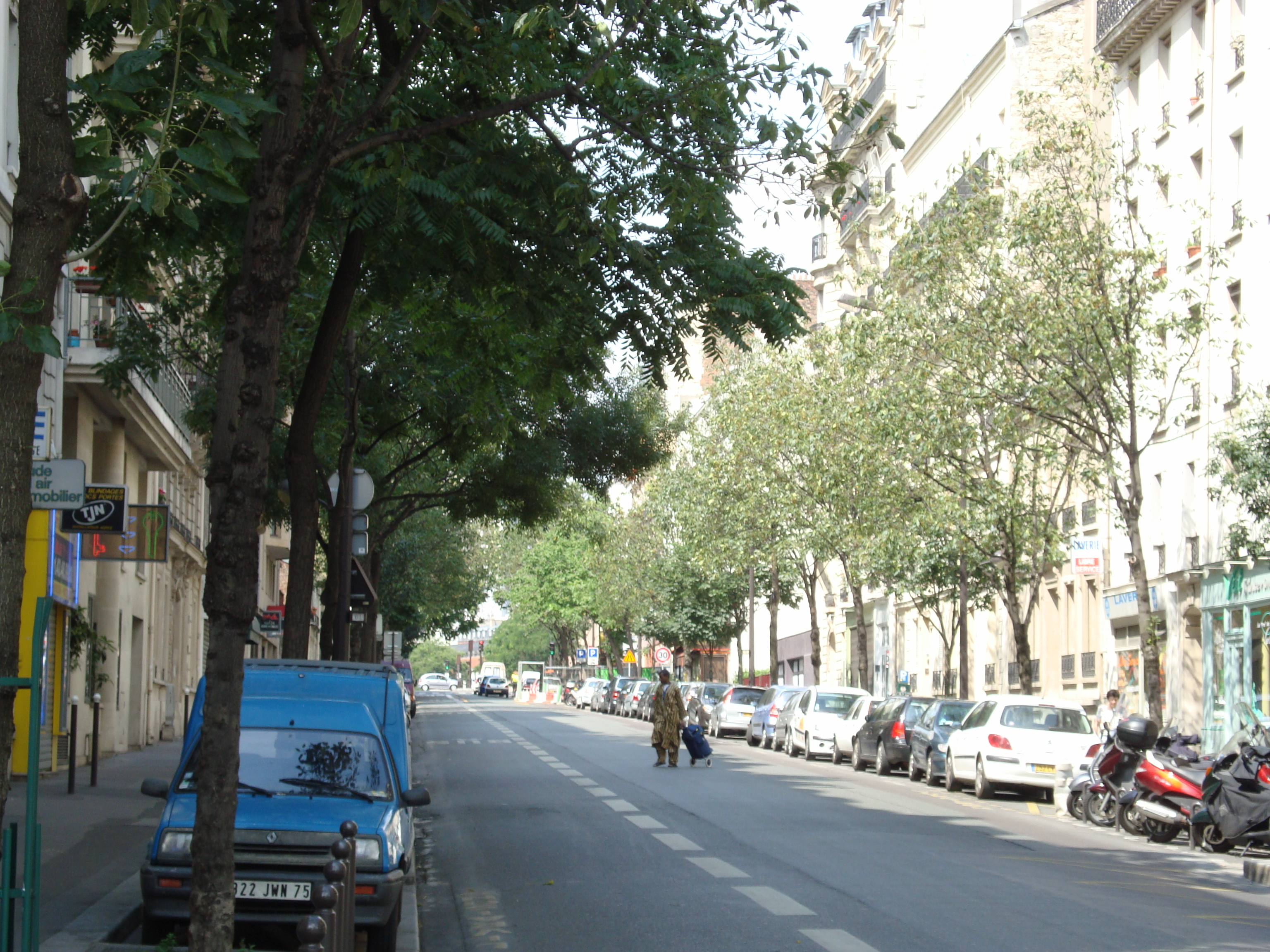
Vue depuis l'avenue de Saint-Mandé.